# Street Flava 2nd Avenue
Street Flava 2nd Avenue è una raccolta di musica rap pubblicata nel 2004 e curata da Radio Italia Network, contiene 40 tracce realizzate da artisti di primo piano della scena nazionale come Nesli, PMC, Club Dogo, Turi, El Presidente, DJ Fede, Fabri Fibra, Cor Veleno, Yoshi Torenaga.

## Tracce
CD 1
1. Mondo Marcio - Intro-Streetstyle
2. Big Fish feat. El Presidente - Resta ancora
3. Ape feat. Tuno - Notti d'estate
4. Club Dogo - Nella city
5. Sano Business - La mia posse è troppo larga
6. Vacca feat. Mastermaind - Lady sexxxy
7. Tsu feat. Funk Famiglia - Il circo
8. Migliori Colori feat. Giga & Ivan - Babbo
9. Gli Inquilini - Prima pagina
10. Frank Siciliano feat. Mistaman - Che farai?
11. Nais feat. Sebo & Samu - Raggasmaffio
12. Rawl MC & Libo - I need a beat
13. Nesli - È come l'inverno
14. DJ Fede feat. Principe - Datemi
15. Yoshi Torenaga - Indigo
16. Turi - Cosa vuoi da me
17. Othello alias Eddie Palermo - Tu mi chiedi
18. Fuma Project - Non è mai difficile
19. Microspasmi - Va bene ok
20. Cor Veleno - Outro-Streetstyle

CD 2
1. Club Dogo - Intro-Streetstyle
2. ATPC feat. Boris - Triba'-Movida
3. Mondo Marcio - L'ultimo ballo
4. Zampa - Panico blues
5. Primo & Squarta - Muoviti (radio bomboclat!)
6. PMC - Sounds good
7. Vacca feat. Mastermaind - In controtempo
8. Fabri Fibra - Rap in vena
9. Masta & Soulshine - Oggi va così
10. Pesi Piuma - Pellicole bruciate
11. DJ Fede feat. Esa - Family affair
12. Devilio - Cose che senti
13. Amir & Mr. Phil - Zitti zitti
14. La Crème - Fashion city
15. Entics feat. Enji - Seri progetti
16. Taze - 2 Fingers lessico
17. Stokka & MadBuddy - Giorni di sole
18. Numeri 2 feat. DJ Yaner - Street flava
19. Asher Kuno feat. DJ Ronin - Parte di me
20. Libo - Outro-Streetstyle